# Michele Araldi
Michele Araldi (Modena, 10 febbraio 1740 – Milano, 3 novembre 1813) è stato un medico e matematico italiano.

## Biografia
Storiografo della matematica e della fisica del suo tempo; scrisse le parti riguardanti la storia contemporanea della matematica nelle prefazioni delle Memorie dell'Istituto Italiano. Fu fra i primi 31 membri dell'Istituto Lombardo Accademia di Scienze e Lettere voluto da Napoleone Bonaparte sul modello dell'Institut de France nella neonata Repubblica Cisalpina. Vi entrò nella veste di medico e storiografo e ne fu il segretario per lungo tempo.
Nella veste di segretario curò la pubblicazione di sei volumi dal titolo Discorsi sui progressi recenti delle scienze dovuti agli italiani, una raccolta storica in cui sono compresi gli interventi e lavori dei sessanta scienziati Cispadani che facevano parte dell'Accademia. In questa raccolta appare la parte politica di figure come Vincenzo Monti e Alessandro Volta.
Il lavoro storiografico dell'Araldi, nel campo matematico e fisico, si inseriva nella tradizione francese dell'Encyclopédie, dell'Encyclopédie méthodique che trascuravano spesso gli apporti dati dagli italiani. Lo sforzo dell'Araldi, che era un tassello all'interno di un vasto lavoro di gruppo, era sostenuto dal gruppo come da Vincenzo Monti e Ugo Foscolo Italiani vi esorto alle storie.
Passò nella storia italiana dei cultori degli ex libris, in quanto i suoi erano particolarmente curati e fonte di ispirazione per altri.